# Хрватинићи
Хрватинићи су били босански средњовековни великашки род. Првобитни поседи Хрватинића налазили су се у земљи Доњи Краји у Босни. Крајем 14. века Хрватинићи постају најмоћнија великашка породица у Босни. Најпознатији припадник породице Хрватинића је Хрвоје Вукчић. Последњи припадник породице Хрватинић је босански краљ Матија Војсалић који умире после 1480. године.

## Први Хрватинићи
Први познати припадници Хрватинића били су рођаци брибирских кнезова из породице Шубић. Шубићима Хрватинићи дугују свој успон међу босанску властелу у доба грађанског рата у Угарској (1290-1310). Првобитни поседи Хрватинића били су у Доњим Крајевима у северозападној Босни. Била је то погранична област према хрватским земљама. Хрватинићи су држали жупу Баницу у долини Сане са Кључем, Врбању око истоимене реке са Котором (Котор Варош), Земљаник у средњем току Врбаса са Гребеном и Гламоч. Временом се територија којом су управљали Хрватинићи шири на читаву земљу Доњи Краји, а потом и у другим крајевима Босне. Крајем 14. и почетком 15. века Хрватинићи су били најмоћнија великашка породица у Босанској краљевини.
Први познати припадник Хрватинића је кнез Стјепан. Стјепан је умро пре фебруара 1301. године када се већ помиње као покојни. Постоје претпоставке да је Стјепан био рођак бана Пријезде I иако за то нема потврде у историјским изворима. Фердо Шишић је сматрао да је Стјепан већ 1244. године владао Доњим Крајевима, за шта такође нема доказа, али је несумњиво да је тада држао поседе у Доњим Крајевима. Стјепан је имао више синова од којих је познато име Хрватина Стјепанића. По Хрватину је породица и добила назив. Хрватин се у изворима обично наводи као Стјепанић по своме оцу. Помиње се у исправама из 1299, 1301, 1304. и 1305. године када наступа у име своје браће чија су нам имена непозната. Браћа су са Хрватином учествовала у борбама за угарску круну. Хрватинићи су подржавали Карла Мартела Анжујског и његовог сина Карла Роберта из династије Анжујаца. Напуљски краљ Карло II је, стога, потврдио Хрватинићима држање Доњих Крајева 14. јуна 1299. године. Великим деловима босанске државе од 1299. године управљају брибирски кнежеви Шубићи. Хрватинићи су били вазали Шубића, али су изгледа били незадовољни њиховом влашћу. Павле I Шубић је исправама из 1301, 1304. и 1305. године потврдио власт Хрватинића у Доњим Крајевима. Између Хрватина и Павловог брата Младена I, босанског бана (1302-1304), избио је сукоб верске природе. Хрватин је подржавао богумиле, док се Младен борио против њих. Могуће је да је Хрватин подстакао убиство Младена на јесен 1304. године. Постоје претпоставке да је Хрватин подржавао Стефана I Котроманића и сремског краља Стефана Драгутина због чега је Младен ударио на њега. Исправом из 1305. године Павле I је гарантовао трајно пријатељство између две породице. Стјепанићи, односно Хрватинићи, не помињу се у наредном периоду. Хрватин је умро пре 1315. године, а наследила су га тројица синова: Вукослав, Павле и Вукац. Хрватинићи се поново јављају 1322. године на страни противника Младена II Шубића (Павловог сина). У изворима срећемо Гргура Стјепанића. Сматра се да је Гргур био син Стјепана, односно млађи брат Хрватина. Гојислав Стјепановић, који се такође појављује у изворима, је био Хрватинов рођак или брат.
Гргур се први пут помиње у повељи Стефана II Котроманића којом му бан, за верну службу, дарује Чечаву, Храстуш, Јакеш, Воловић и Модричу. Гргур се на челу посланства 1330. године нашао у Бугарској да преговара око склапања брака између бугарске принцезе и бана Стефана. Гргур је тада био велики кнез. Поново се јавља 1357. године у вези са уступањем својих поседа у Доњим Крајевима угарском краљу Лајошу I.

## Успон
Кнез Павле Хрватинић први пут се јавља у исправи локалног великаша Берислава Скочића из 1323. године. Павле је верно служио бана Стефана II Котроманића као господар Земљаника. Павле се јавља и 1332. године у исправи бана Стефана о начину решавања спорова између својих поданика и Дубровника. Наводи се као сведок из Завршја (под Завршјем се подразумевала област Усоре и Соли). Хрватинићи су до 1341. године овладали Гламочом којим, међутим, изгледа нису управљали сами јер се помиње и човек Катарине, сестре бана Стефана II Котроманића. Павле се 1345. године измирио са кнезом Иванишем Нелипчићем и његовом мајком Владиславом. То је последња вест о њему. Од 1325. године помињу се Вукославови синови, кнез Влатко, Вук и Павле Вукославићи. Вук је 1325. године учествовао на страни Стефана II у борбама против кнеза Нелипца који је запосео град Висући на Цетини. Вук је освојио Триљски Брод којим је управљао кнез Нелипац што је Стефану II омогућило да врати изгубљени град. Вук учествује у рату Босне са Србијом. Бан Стефан II је продро у Полимље. Млади краљ Душан, син Стефана Дечанског, потукао је војску Стефана II Котроманића, а Вук је спасао живот бану уступивши му свог коња. Вук се истакао у рату са Србијом и 1350. године. Цар Душан је продро у Босну и заузео град Нови. Након напада византијског цара Јована Кантакузина на Македонију, Душан покреће војску на југ своје државе. У Босни је оставио слабе гарнизоне који нису могли бранити освојене градове. Вук је заузео град Нови. За узврат је бан Стефан II 1351. године Вуку и његовом брату Павлу потврдио баштинске поседе у Баници и Врбањи. Павле се помиње у повељи бана Твртка I из 1367. године. Твртко му потврђује баштинске територије у замену за помоћ коју му је пружио приликом Твртковог рата са братом Вуком.
Хрватинићи су се 1351. године поделили. Вукославићи су добили жупу Баницу, а Павловићи Земљаник. Вукославиће је представљао кнез Влатко, а Павловиће Гргур Павловић. До промене у држању неких Хрватинића према новом бану дошло је 1357. године. Поједини Хрватинићи пристају уз угарског краља Лајоша I који је тајно деловао против Твртка. На његову страну пришли су Павле, Гргур и Владислав Павловић као и Гргур Стјепанић (господар Гребена и Гламоча). У замену за поседе у Доњим Крајевима краљ је Павловићима дао део града Добра Кућа код Дравура. О Гргуру и Владиславу нема више података. Након Лајошевог похода на Босну 1363. године на угарску страну прелази и Влатко Вукославић који за узврат добија Бршћановац (код данашњег села Бршљанице код Гарешнице). Његови синови, Вукослав, Гргур и Никола, нису се истакли.
Крајем 14. века значајну улогу у политичким приликама у Босни играју синови Вукца Хрватинића. То су велики војвода Хрвоје Вукчић, босански бан Вук Вукчић и кнезови Драгиша и Војислав Вукчић. Вукац је имао и две кћери, Вучицу и Ресу. Драгиша је као представник Хрватинића деловао у Задру. Војислав је 1388. године са Хрвојем представљао посланство босанског бана у Книну. Реса је била удата за тепчију Батала, а Вучица за Златоносовића, стрица кнезова Вукмира и Вукашина Златоносовића који су управљали земљама Усором и Солијем. Имала је двојицу синова: Вука и Бранивоја. Вук је имао две кћери: Јелену и Катарину. Катарина је била удата за Сандаља Хранића Косачу.

## Хрватинићи у 15. веку
Смрћу војводе Хрвоја Вукчића, Хрватинићи 1416. године губе моћ и утицај. Босански краљ је у потпуности обновио власт у Доњим Крајевима. Хрвојев јединац, Балша Херцеговић, умро је годину дана након оца не остављајући мушких потомака. Имао је две кћери: Катарину и Доротеју. Катарина се удала за кнеза Твртка Боровинића, а Доротеја најпре за Иваниша IV Благајског, а касније за Мартина IV Франкопана. Доротеја је имала сина Миклоша. Обоје их је краљ Стефан Томаш узео под заштиту након смрти Мартина IV. Драгиша је имао сина Иваниша који је умро пре 1446. године. Иваниш је оставио синове, Павла, Марка и Јураја, којима је Томаш даровао град Кључ и 60 села у жупама Мрин, Баница, Глаж и Ускопље.
Од босанских Хрватинића се након Хрвојеве смрти истичу синови кнеза Војислава, војвода Јурај Војсалић и његов син, војвода Петар. Након пада Босне под Турке 1463. године у изворима се јавља Матија Војсалић, други син кнеза Војислава. За трећег сина, Јураја, сазнајемо само из једне исправе из 1434. године. Турци су 1465. године формирали марионетску Босанску краљевину која је постојала 11 година. Из Босне су Турци предузимали походе против угарског краља Матије Корвина. Матија Војсалић су Турци 1471. године поставили за краља Босне. Матија је потајно преговарао са Дубровачком републиком и угарским двором. Султан Мехмед је 1476. године послао велику војску против Матиј Војсалића. Босанског краља спасла је интервенција угарског војсковође Стефана Баторија и калочког надбискупа Гаврила. Они су приморали Турке на повлачење. Матија се исте године повлачи са босанског престола. Краљевина Босна престаје да постоји.

## Породично стабло
```
   Стјепан
   │
   ├── 
Гргур Стјепанић

   │   │
   │   └── 
Влатко Хрватинић
  
   │
   └── 
Хрватин Стјепанић

       │
       ├── 
Вукослав Хрватинић

       │   │
       │   ├── 
Влатко Вукославић Хрватинић

       │   ├── 
Вук Вукославић Хрватинић

       │   └── 
Павле Вукославић Хрватинић

       │  
       ├── 
Павле Хрватинић

       │   │
       │   └── 
Гргур Павловић Хрватинић

       │  
       └── 
Вукац Хрватинић

           │
           ├── 
Хрвоје Вукчић
  
           │   │
           │   └── 
Балша Херцеговић Хрватинић

           │
           ├── 
Вук Вукчић

           ├── 
Војислав Вукчић
 
           │   │
           │   └── 
Јурај Војсалић

           │       │
           │       ├── 
Јурај Војсалић

           │       └── 
Петар Војсалић

           │           │ 
           │           └── 
Матија Војсалић

           │ 
           └── 
Драгиша Вукчић
 
               │
               └── 
Иваниш Драгишић

                   │    
                   ├── 
Павле Драгишић

                   ├── 
Марко Драгишић

                   └── 
Јурај Драгишић
```